# E.K. Nayanar
Erambala Krishnan Nayanar (ur. 9 grudnia 1919 w Kalliasseri, Kerala, zm. 19 maja 2004 w Nowym Delhi) – indyjski polityk.
Od 1939 był członkiem Komunistycznej Partii Indii. Uczestniczył w powstaniu chłopskim Kayyoor-Morazha, później działał w podziemiu, aby uniknąć aresztowania. Po rozpadzie Komunistycznej Partii Indii przystąpił do Komunistycznej Partii Indii-Marksistów (1964).
W 1967 został wybrany do zgromadzenia parlamentarnego Lok Sabha z Palghatu (obecnie Palakkad). Sześciokrotnie był wybierany do zgromadzenia stanowego Kerali. Był przywódcą partii komunistycznej w stanie Kerala i trzykrotnym szefem rządu stanowego – w latach 1980-1981, 1987-1991 i 1996-2001.
Był także wydawcą dziennika „Desabhimani Daily”.